# Eóganacht
Eóganacht lub Eóganachta („Dzieci Eógana” lub „Ludzie Eógana”) – irlandzka dynastia lub federacja grupy dynastii skupiona wokół miasta Cashel, założona przez Eógana zw. Mug Nuadat, legendarnego króla Munsteru. Dynastia panowała nad południową Irlandią od V do XII wieku, a następnie w ograniczonej formie, w królestwie Desmond do XVI w. We wczesnej historii Munster został zdominowany przez różne linie Eóganacht, które zajęły najlepsze ziemie między starszymi królestwami plemiennymi. Zgodnie z tradycją dynastia była założona przez Conalla Corca (zm. ok. 431). Nazwa ta nie była nigdy ′nazwiskiem′, powinna być ograniczona do gałęzi rodziny królewskiej, które wywodzą się od Conalla Corca, założyciela Cashel, jako jego królewskiej siedziby. W początkowych wiekach utrwalił się podział Munsteru na część wschodnią (Ormond), zachodnią (Desmond) oraz północną (Thomond). Wschodnia linia dynastii Eóganacht, mając zwierzchnią władzę, rządziła Munsterem z Cashel. Według legendy król Óengus mac Nad Froích został ochrzczony wraz z synami przez św. Patryka. Tenże miał przepowiedzieć, że nikt z jego potomków nie wstąpi na tron nie otrzymawszy kapłańskiego pomazania. Od tego czasu królowie łączyli w sobie funkcję króla oraz biskupa. Źródła wspominają o ekspansji Eóganacht na południe Connachtu i w rejonie Burren na terenie płn. hrabstwa Clare w VI i na początku VII w. Tam mieli zakładać pojedyncze osiedla. Mieli nawet dotrzeć na wyspy Aran. Jednak przed VIII w. musieli ustąpić z hr. Clare przed In Déis Tuaiscirt, znanym później jako Dál gCais. W połowie VIII w. linia zachodnia przejęła legalnie władzę nad Munsterem oraz stolicę Cashel. W 1101 r. odbyło się wielkie zgromadzenie na skale Cashel. Muirchertach Ua Briain uroczyście przekazał „Cashel Królów” irlandzkiemu Kościołowi, po czym zwołał tutaj synod kościelny. 

## Linie i rody wywodzące się z Eóganacht
- Eóganacht Chaisil lub Cashel
  - Cenél Conaill
- Eóganacht Áine
  - Uí Énda
- Eóganacht Airthir Cliach
- Dál gCais
- Éile, Ciannachta, Gailenga, Luigni etc.
- Uí Fidgenti
  - Uí Chonaill Gabra
  - Uí Choirpri Áebda
- Uí Duach Argetrois
- Uí Liatháin
- Uí Lugdech Éile
- Uí Chathbad Chuille
- Eóganacht Glendamnach
- Eóganacht Locha Léin
- Eóganacht Maige Gerginn i nAlbain
- Lemnaig i nAlbain
- Uí Maic Iair
- Uí Maic Brócc
- Eóganacht Raithlind
  - Uí Echach Muman
  - Uí Láegairi
  - Cenél nÁeda
    - Cenél mBécce
- Eóganacht Ruis Argait